# جدعون كورنيل
جدعون كورنيل (بالإنجليزية: Gideon Cornell)‏ هو محامي وقاضي أمريكي، ولد في 5 يوليو 1710 في بورتسموث في الولايات المتحدة، وتوفي في 1766 في كينغستون في جامايكا.